# G.N.O. (Girl’s Night Out)
G.N.O (Girl’s Night Out) – piosenka wykonywana przez Miley Cyrus z drugiej płyty do serialu Hannah Montana Hannah Montana 2: Meet Miley Cyrus. Jest to pierwszy singiel, którego nie przypisuje się bohaterce Hannie Montanie tylko Miley. Piosenka była wykonywana na różnych imprezach, takich jak Igrzyska Disney Channel, Kids Choice Awards, Dick Clark’s New Year’s Rockin’ Eve.